# Хорьки (Иркутская область)
Хорьки — деревня в Черемховском районе Иркутской области России. Входит в состав Парфеновского муниципального образования.

## География
Деревня находится на расстоянии примерно 20 км к юго-западу от города Черемхово, административного центра района.

## Население
| 2002 | 2010 | 2011 | 2012 |
| ---- | ---- | ---- | ---- |
| 36   | ↘13  | →13  | →13  |

### Гендерный состав
По данным Всероссийской переписи, в 2010 году в деревне проживало 13 человек (7 мужчин и 6 женщин).